# Тегеранское дерби
Тегеранское дерби (перс. شهرآورد تهران‎), также известное как Красно-синее дерби (перс. شهرآورد  سرخابی‎) — противостояние двух ведущих футбольных клубов Тегерана (столицы Ирана): «Эстегляля» и «Персеполиса».
Это соперничество было объявлено самым важным дерби в Азии и заняло 22-е место среди мировых футбольных противостояний в мире в июне 2008 года согласно журналу «World Soccer». Оно также считается одним из самых напряжённых дерби в мире. Несмотря на то, что обе команды представляют Тегеран, матчи между ними проводились и в других иранских городах. В течение одного сезона «Персеполис» и «Эстегляль» встречаются минимум два раза (в рамках чемпионата Ирана), кроме того, они могут сыграть между собой в рамках Кубка Ирана, небольших турниров и товарищеских матчей. Самая длинная продолжительная победная серия в противостоянии принадлежит «Эстеглялю» и равняется четырём матчам (с 2010 по 2012 год, в рамках чемпионата и Кубка Ирана).

## История
Первый матч между двумя командами состоялся 5 апреля 1968 года на стадионе Амджадие, который завершился безголевой ничьей. В то время «Эстегляль» был известен как «Тадж». Оба клуба были относительно молодыми, но «Персеполис» имел прочную базу поклонников, из-за его тесной связи с некогда популярным клубом «Шахин». Последний был вынужден прекратить свою деятельность из-за плохих отношений с Федерацией футбола Ирана. Таким образом прежнее противостояние между «Шахином» и «Таджем» возродилось в соперничестве «Персеполиса» с «Эстеглялем».
Со временем противостояние обострилось, и клубные болельщики стали обретать коллективную идентичность. К середине 1970-х годов «Персеполис» рассматривался как клуб рабочего класса, в то время как «Тадж» — как клуб, близкий к правящему истеблишменту и поддерживаемый высшим классом иранского общества. В то время фанаты «Персеполиса» превосходили по численности поклонников «Эстегляля».
Из-за напряжённого характера матчей акты насилия со стороны болельщиков происходили неоднократно. В незначительных случаях болельщики ломают стулья или выбрасывают мусор на поле, но иногда фанаты штурмуют игровое поле, вспыхивают драки между игроками и болельщиками, уничтожается общественное имущество.
Начиная с 1995 года Федерация футбола Ирана приглашает иностранных судей для проведения матчей дерби, чтобы ослабить подозрения болельщиков и игроков в предвзятости арбитров. Это произошло после событий 38-го дерби, когда назначенный пенальти в концовке привёл к беспорядкам.
Стадион Азади принял у себя большинство матчей Тегеранского дерби, которое также игралось на тегеранском Амджадие (нынешний Шируди) и на стадионе Ядегар-э Эмам в Тебризе.